# كاراهسوفت
كاراهسوفت ، والمعروفة قانونيًا باسم شركة كاراهسوفت تكنولوجي. ، والتي تأسست في عام 2004، هي شركة خاصة تقع في ريستون، فيرجينيا، والتي تبيع أجهزة تكنولوجيا المعلومات والبرامج وخدمات الاستشارات للحكومات الفيدرالية وحكومات الولايات والمحلية والمؤسسات التعليمية.